# 노플라이 제도
노플라이 제도(No-Fly System)는 기내에서 폭력, 폭언 등으로 항공기 운항 안전을 방해하는 행위나 승무원이나 승객을 대상으로 난동을 부리는 행위, 기내에서 금하는 행위를 하는 소위 ‘진상’ 승객을 일시적 또는 영구적으로 탑승 거부하는 제도이다. 대한민국에서는 2017년 6월 28일 대한항공이 'KE 노플라이 제도'라는 명칭으로 국내 항공사로서는 최초로 도입했다.

## 대상 승객
탑승거부 대상은 폭행이나 성추행 등 형사처벌이 가능한 중대 불법행위를 한 승객이다. 기내 난동은 국가에 따라 테러행위로 간주하기도 한다.
- 신체접촉을 수반한 폭행
- 성추행 등 성적 수치심이나 혐오감을 야기하는 행위
- 욕설, 폭언, 손괴 등 지속적 업무방해로 형사처벌 대상 행위
- 흡연 등 항공 운항 및 안전에 차질을 야기하는 행위

## 여론
기내 안전을 사전에 확보할 수 있고, 선의의 다수고객 권익도 보호할 수 있으며 또한 강력한 경고 효과로 현장 질서를 유지할 수 있다는 장점으로 인해 대체로 긍정적인 반응이 많다.
이에 반해 노플라이 제도는 항공사의 과도한 반응이며 권한남용이라는 부정적인 반응도 있다.

## 적용중인 항공사
- KLM
- 일본항공
- 델타항공
- 대한항공